# ロイヤル・シェイクスピア・シアター

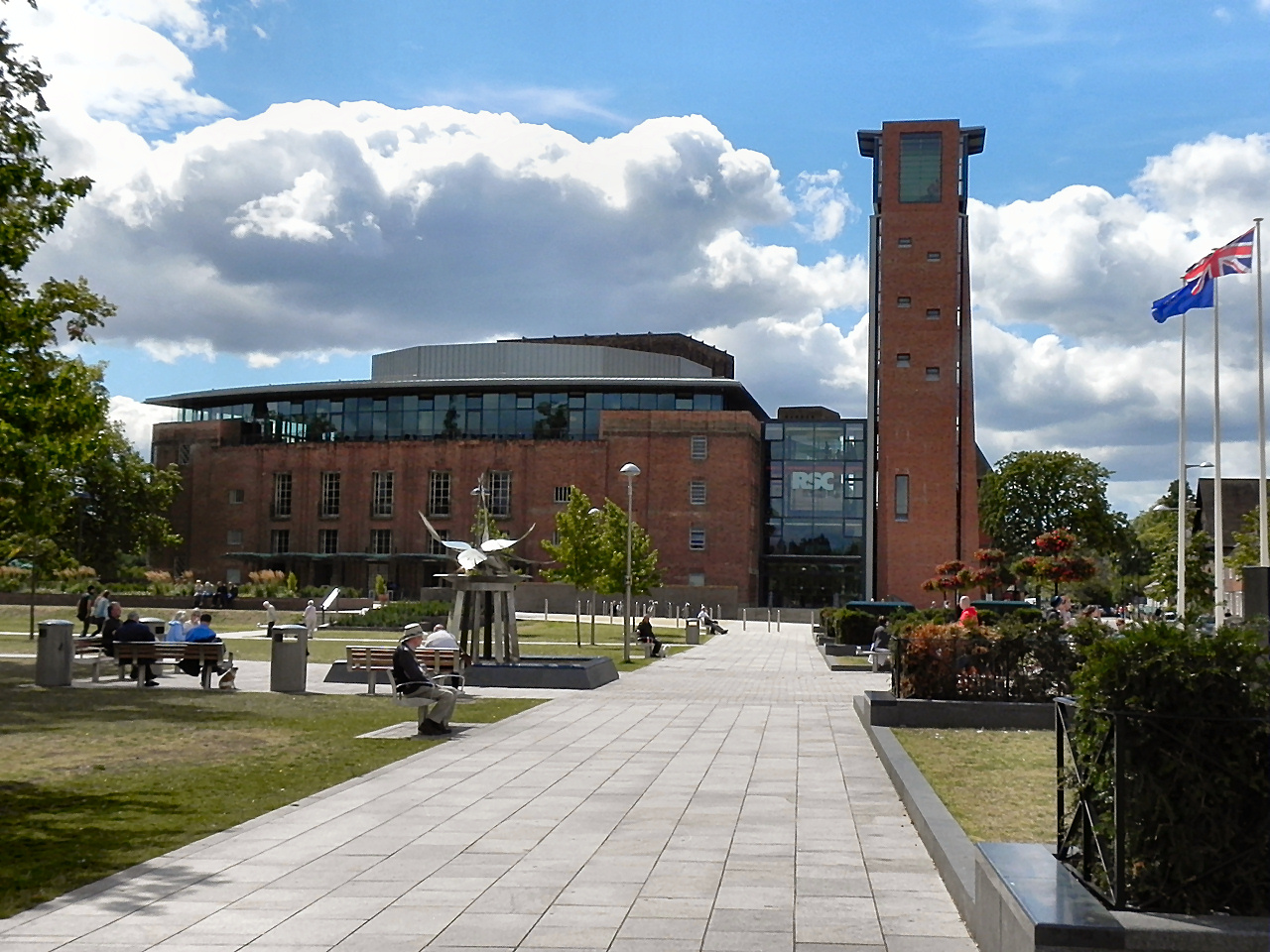
2011年、ロイヤル・シェイクスピア・シアターの北側正面と塔。

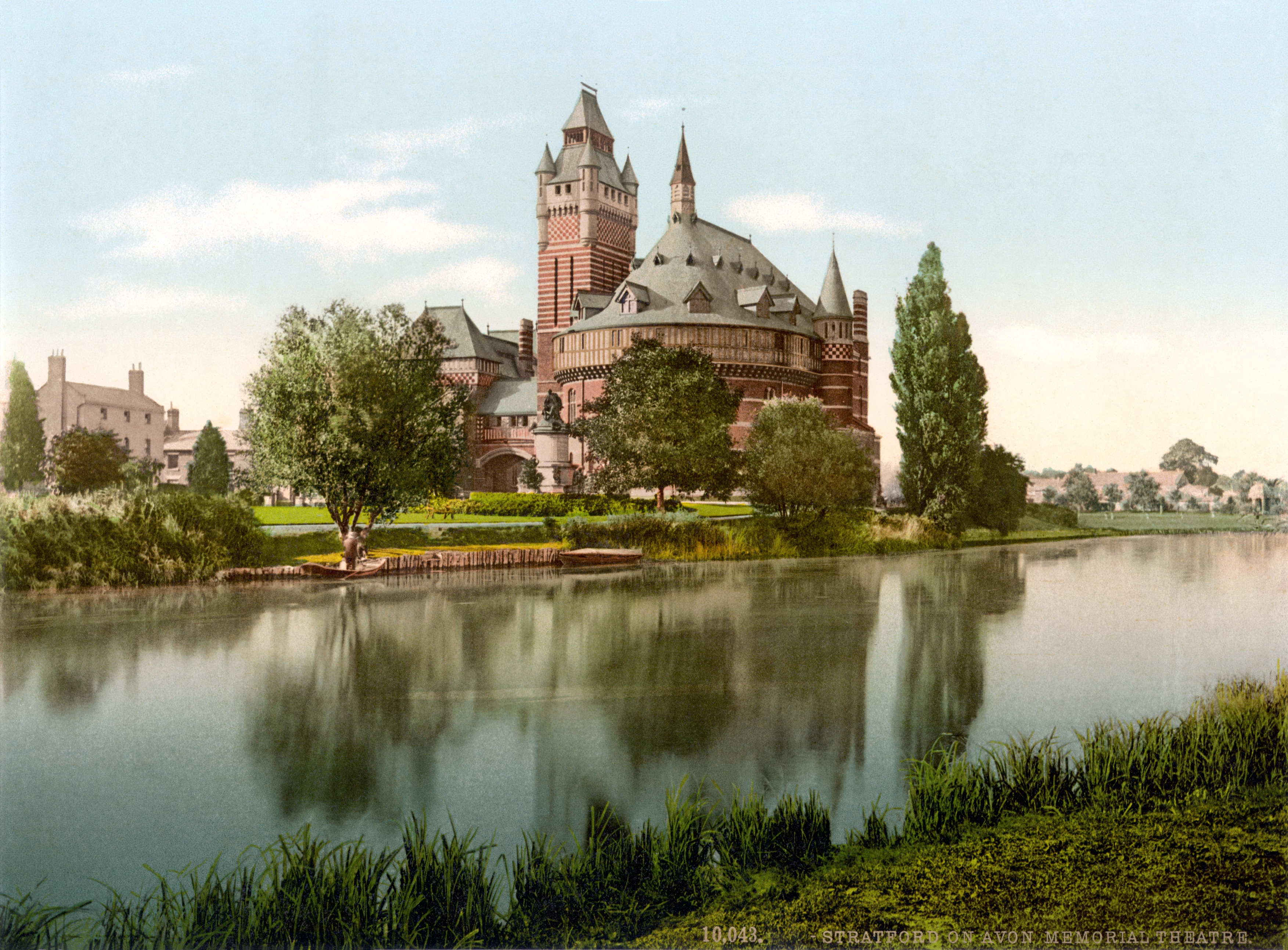
1890年代、初代シェイクスピア・メモリアル・シアターの総合施設の様子。

ロイヤル・シェイクスピア・シアター(英語: Royal Shakespeare Theatre、略称RST)は1040人以上を収容できる客席と張り出し舞台を備えた劇場であり、イングランドの詩人で劇作家であるウィリアム・シェイクスピアに捧げられたロイヤル・シェイクスピア・カンパニー(RSC)が所有している。イングランドのミッドランド・ディストリクトにあるシェイクスピアの生地、ストラトフォード＝アポン＝エイヴォンの街中、エイヴォン川のほとりにある。ロイヤル・シェイクスピア・シアターと同じくロイヤル・シェイクスピア・カンパニーが運営するスワン・シアターは、トランスフォーメーション・プロジェクトと呼ばれる大きな改修を経た後、2010年11月に再開した。

## 来歴
ロイヤル・シェイクスピア・シアターは1932年、もともとのシェイクスピア・メモリアル・シアターに隣接した場所でこけら落としした。シェイクスピア・メモリアル・シアターは1879年4月19日にこけら落とししたが、1926年3月6日に火事で焼けてしまっていた。はじめは先代の劇場同様、シェイクスピア・メモリアル・シアターと呼ばれていた。担当した建築家はエリザベス・スコットであり、このためロイヤル・シェイクスピア・シアターはイギリスで初めて女性建築家によるデザインで建造された重要な建築物となった。劇場は1961年、前年にロイヤル・シェイクスピア・カンパニーが設立されたことを受けてロイヤル・シェイクスピア・シアターに名称を変更した。
スコットがデザインした建物では、劇場は額縁舞台で1400名を収容でき、ストール席、サークル席、バルコニー席に分かれる3階建ての客席があった。のちに劇場の側面の壁に2階ぶんの客席が付け加えられ、舞台には「エプロン」、つまり張り出し舞台にあたるものが額縁部分を越えて拡張された。バルコニー席は建物側面の階段からのみアクセスでき、メインのホワイエやバーからは離れている。劇場には注目すべきアール・デコ様式の特徴が見られるところもあり、ホールの両側にある通廊や階段などはその例である。2*級のイギリス指定建造物として登録されている。
ロイヤル・シェイクスピア・シアターとスワン・シアターはエイヴォン川の西の岸辺にあり、川の風景を楽しめるバンクロフト・ガーデンが隣にある。ルーフトップ・レストラン&バーは川とバンクロフト・ガーデン両方を見下ろしている。

### 再開発
ロイヤル・シェイクスピア・カンパニーは、1億1280万ポンドもかけたトランスフォーメーション・プロジェクトの一環としてロイヤル・シェイクスピア・シアターを改修した。1040人以上を収容できる客席が新しく作られ、観客と役者がより近づける張り出し舞台が整備されて、一番奥の客席から舞台までの距離は27メートルから15メートルにまで縮まった。トランスフォーメーション・プロジェクトには、ロイヤル・シェイクスピア・カンパニーが所有するもうひとつの劇場であるスワン・シアターの改善、リヴァーサイド・カフェやルーフトップ・レストランなど多くの新しい公衆用スペースの創設、36メートルある展望塔、役者やクルー向けの楽屋環境の改良なども含まれていた。新しい劇場は障害のある人々もアクセスしやすく、より心地よく劇場で過ごせることを目指すものである。 
ロイヤル・シェイクスピア・シアターは「ワンルーム」の劇場であり、シェイクスピアの芝居が初演された時代同様、役者と観客は同じスペースを共有する。舞台は観客のいる場所までのびており、観客は舞台を囲んで三面に座る。このワンルームの劇場によって、より初期近代イングランド演劇の伝統に沿った形でシェイクスピアを上演できる空間が形成され、観客は役者にもっと近づいて舞台を非常に個人的なものとして経験できる。
プロジェクトの資金はさまざまな多くの財源から支出されており、私的抵当、アーツ・カウンシル・イングランド、地域の開発エージェントであるアドヴァンテージ・ウェスト・ミッドランズのほか、一般からの資金集めキャンペーンも成功した。トランスフォーメーション・プロジェクトには、ロイヤル・シェイクスピア・シアターとスワン・シアターが閉まっている間にストラトフォード＝アポン＝エイヴォンで上演を行うための一時的なコートヤード・シアターの創設、チャペル・レーンの新しいオフィス、アーデン・ストリートの託児所とリハーサル室改修も組み込まれていた。プロジェクト総額は1億ドルを超え、RSCアメリカや理事会メンバーからの財政支援も受けた。
2007年に劇場再開発の計画が完成して工事が始まり、完成予定は2010年であった。ロイヤル・シェイクスピア・カンパニーはプロジェクトディレクターであるピーター・ウィルソン(OBE)が率いるプロジェクトチームを持っており、チームメンバーにはベネッツ・アソシエイツ(建築会社)、ビューロ・ハッポルド(エンジニアリング・輸送コンサルタント)、チャコールブルー(舞台コンサルタント)、メイス(建設マネージャー)、アクースティック・ダイメンションズ(音響コンサルタント)、ドライヴァーズ・ジョナス・デロイト(プロジェクト・マネジメントと戦略計画アドバイザー)、ガーディナー・アンド・シボルド(積算士及びプランニング監督)がいた。
一方、上演は一時的にコートヤード・シアターに移されたが、ここはロイヤル・シェイクスピア・シアターの実物大実用試作建築物で、RSCのスタジオ・シアターであるジ・アザー・プレイスの場所に建てられていた。
新しいロイヤル・シェイクスピア・シアターは2010年11月にオープンした。RSCのレパートリーに既に含まれていたシェイクスピア演目の本格的な上演が2011年2月に始まるまで、プレビューのイベントやアクティビティが行われた。ロイヤル・シェイクスピア・シアターは、公式には2011年3月4日、エリザベス2世とエディンバラ公フィリップ王子の臨席上演でオープンし、『ロミオとジュリエット』のバルコニーの場面が御前上演された。ロイヤル・シェイクスピア・シアターの舞台にあわせて計画された最初の新演出上演は2011年4月にはじまり、まずはマイケル・ボイドの『マクベス』がRSCの創立50周年記念シーズンの一環として上演された。このシーズンは2011年4月から12月までのものであった。

## 設備
ロイヤル・シェイクスピア・シアターには新しいルーフトップ・レストラン&バーがエイヴォン川を見下ろせる場所にあり、テラスにはリヴァーサイド・カフェがある。コロネードにより、ロイヤル・シェイクスピア・シアターとスワン・シアターがはじめてつながることになった。PACCAR展示室、ストラトフォード＝アポン＝エイヴォンとそのまわりの地域を32メートルの高さから見下ろせる円形の展望プラットフォームがついた36メートルの塔もそなえている。バンクロフト・ガーデンからのびていて劇場を越え、ホーリー・トリニティ教会まで歩いて行ける岸辺の散歩道もある。
現在、建造されてからはじめて、障害のある観客、役者、スタッフが建物全てにアクセスできるようになっている。以前のホールに比べると、新しいロイヤル・シェイクスピア・シアターでは車椅子用のスペースが3倍に増えており、以前の建物には公衆用エレベーターが一切なかったが新しいエレベーターもついた。全ての階に誰でも使えるトイレがあり、以前はたくさん階段があった岸辺の散歩道には段差がなくなっている。